# Bonnie Bramlett
Bonnie Bramlett est une chanteuse de rock américaine né le 8 novembre 1944 à Alton (Illinois), Illinois.

## Biographie
Elle est née à Alton (Illinois) dans l'Illinois. En 1965, elle devient la première femme blanche à chanter avec Ike and Tina Turner, alors qu'elle fait partie des choristes The Ikettes. En 1967, elle rejoint Delaney Bramlett (en) à Los Angeles et son groupe les The Shindogs. Le duo crée le groupe Delaney & Bonnie et signe avec Stax Records.
Elle est la mère de Bekka Bramlett, membre du groupe Fleetwood Mac de 1993 à 1995.

## Discographie
Delaney & Bonnie
- Home (Stax, 1969)
- Accept No Substitute (Elektra, 1969)
- On Tour with Eric Clapton (Atco, 1970)
- To Bonnie from Delaney (Atco, 1970)
- Genesis (GNP, 1971)
- Motel Shot (Atco, 1971)
- Country Life (Atco, 1972)
- D&B Together (CBS, 1972)
- Catch My Soul (1973)
- The Best of Delaney & Bonnie (Atco, 1973)
- The Best of Delaney & Bonnie (Rhino, 1990)

Bonnie Bramlett
- Sweet Bonnie Bramlett (CBS, 1973)
- It's Time (Capricorn, 1975)
- Lady's Choice (Capricorn, 1976)
- Memories (Capricorn, 1978)
- Step by Step (1981)
- I'm Still the Same (Audium, 2002)
- It's Time/Lady's Choice (Raven, 2004)
- Roots, Blues & Jazz (Zoho, 2006)
- I Can Laugh About It Now (Zoho, 2006)
- Beautiful (Rockin' Camel, 2008)
- Piece Of My Heart - The Best Of 1969-78 (Raven, 2008)

Participation
- Some Time in New York City de John Lennon, Yoko Ono & The Elephant's Memory (Apple 1972) - Avec Eric Clapton, George Harrison, Keith Moon, Alan White, Frank Zappa, etc.

## Filmographie

### Cinéma
- Vanishing Point (1971)
- Catch My Soul (en) (1974) de Patrick McGoohan
- The Doors (1991)
- Coast Guards (2006)

### Télévision
- Fame, épisode Fame and Fortune (1986)
- Roseanne (1991–1992)
- Roseanne's Nuts, épisode Star Spangled Banner (2011)